# Flor de Belém Football Club
O Flor do Belém Football Club foi um clube de futebol brasileiro da cidade de São Paulo. Fundado em 2 de maio de 1917 no Belenzinho, o clube foi filiado à Associação Paulista de Esportes Atléticos, tendo participado das divisões menores do Campeonato Paulista organizado pela liga.

## Honrarias

### Principais conquistas
- Divisão Municipal da APEA
  - Campeão (1): 1923

### Participações no Campeonato Paulista
- Segunda Divisão do Liga da APEA (3): 1924, 1925 e 1926
- Terceira Divisão da Liga da APEA (5): 1923, 1928, 1929, 1930 e 1931
- Divisão Municipal da Liga da APEA (1): 1923